# Microcharops nigricoxa
Microcharops nigricoxa är en stekelart som beskrevs av Gupta 1987. Microcharops nigricoxa ingår i släktet Microcharops och familjen brokparasitsteklar. Inga underarter finns listade i Catalogue of Life.